# Eddie Jones
Eddie Jones (Washington, 18 de setembro de 1934 - Los Angeles, 6 de junho de 2019) foi um ator americano. Ele era conhecido por ter interpretado Jonathan Kent, pai de Clark Kent, na série de televisão Lois & Clark: The New Adventures of Superman.

## Vida pessoal
Jones residia em Los Angeles, com sua esposa, a diretora Anita Khanzadian-Jones, com quem se casou em 1991. Ele morreu em 6 de julho de 2019, no Cedars-Sinai Medical Center.

## Filmografia

### Cinema e televisão
- Bloodbrothers (1978)[2] .... Blackie
- On the Yard (1978) .... Olson
- The First Deadly Sin (1980) .... Oficial Curdy
- Prince of the City (1981)[2] .... Marechal dos EUA Ned Chippy
- Q (1982) .... The Watchman
- Trading Places (1983) .... Policial #3
- Trick or Treat (1983) .... Victor Muldoon
- C.H.U.D. (1984) .... Chiefe O'Brien
- The New Kids (1985) .... Charlie
- O Ano do Dragão (1985)[3] .... William McKenna
- Invasion U.S.A. (1985) .... Cassidy
- The Equalizer (1986-1989, série de TV) .... Tenente Brannigan / sr. Winslow
- The Believers (1987) .... Policial Paciente
- Aprendiz de Assassino (1988) .... Tom Kelly
- American Blue Note (1989) .... Sean Katz
- Stanley & Iris (1990) .... Sr. Hagen
- Cadillac Man (1990) .... Benny
- The Grifters (1990)[2] .... Mintz
- The Young Riders (1990, série de TV) .... Benjamin Taylor
- The Rocketeer (1991)[2] .... Malcolm, o Mecânico
- A League of Their Own (1992) .... Dave Hooch
- Sneakers (1992) .... Wallace
- Cheers (1992)[3] .... Dr. Kluger
- The Positively True Adventures of the Alleged Texas Cheerleader-Murdering Mom (1993, telefilme) .... C.D. Holloway
- Lois & Clark: The New Adventures of Superman (1993–1997, série de TV) .... Jonathan Kent
- Letter To My Killer (1995, telefilme) .... Wilson Hartwick
- True Friends (1998) ....  Padre Reilly
- Dancer, Texas Pop. 81 (1998) .... Earl
- The Day Lincoln Was Shot (1998, telefilme) .... Edwin M. Stanton
- Stranger in My House (1999) .... Juiz Prestwich
- Return to Me (2000) .... Emmett McFadden
- The Invisible Man (2000, série de TV)[3] .... Charles Borden
- The Singing Detective (2003) .... Moonglow Bartender
- The Big O (2003, série de TV) .... Sam
- Seabiscuit (2003)[2] .... Samuel Riddle
- The Terminal (2004)[2] .... Salchak
- Fighting Tommy Riley (2005) .... Marty Goldberg
- Castle (2009, série de TV)
- Disconnect (2010) .... Xerife Bo Stevens
- Act Your Age (2011) .... Harold
- Mercy (2014) .... Pastor Gregory Luke
- Aghape .... Joe (2015) (curta-metragem)
- On the Road to Hollywood True Stories (2017) .... Ele mesmo
- Lost Dogs (2018) (curta-metragem)

### Teatro
Off-Broadway
| Ano  | Título                      | Papel          | Teatro                     |
| ---- | --------------------------- | -------------- | -------------------------- |
| 1978 | Curse of the Starving Class | Ellis          | Joseph Papp Public Theater |
| 1980 | An Act of Kindness          |                | Harold Clurman Theater     |
| 1982 | The Freak                   | Dr. Joe Quigly | Douglas Fairbanks Theater  |
| 1985 | Triple Feature              | Edwin          | Stage 73                   |
| 1985 | Curse of the Starving Class | Weston         | Promenade Theatre          |
| 1988 | April Snow                  | Gordon Tate    | Manhattan Theatre Club     |

Broadway
| Ano  | Título          | Papel                    | Teatro              |
| ---- | --------------- | ------------------------ | ------------------- |
| 1979 | Devour the Snow | Sheriff George McKinstry | John Golden Theatre |